# Emporia, Malmö

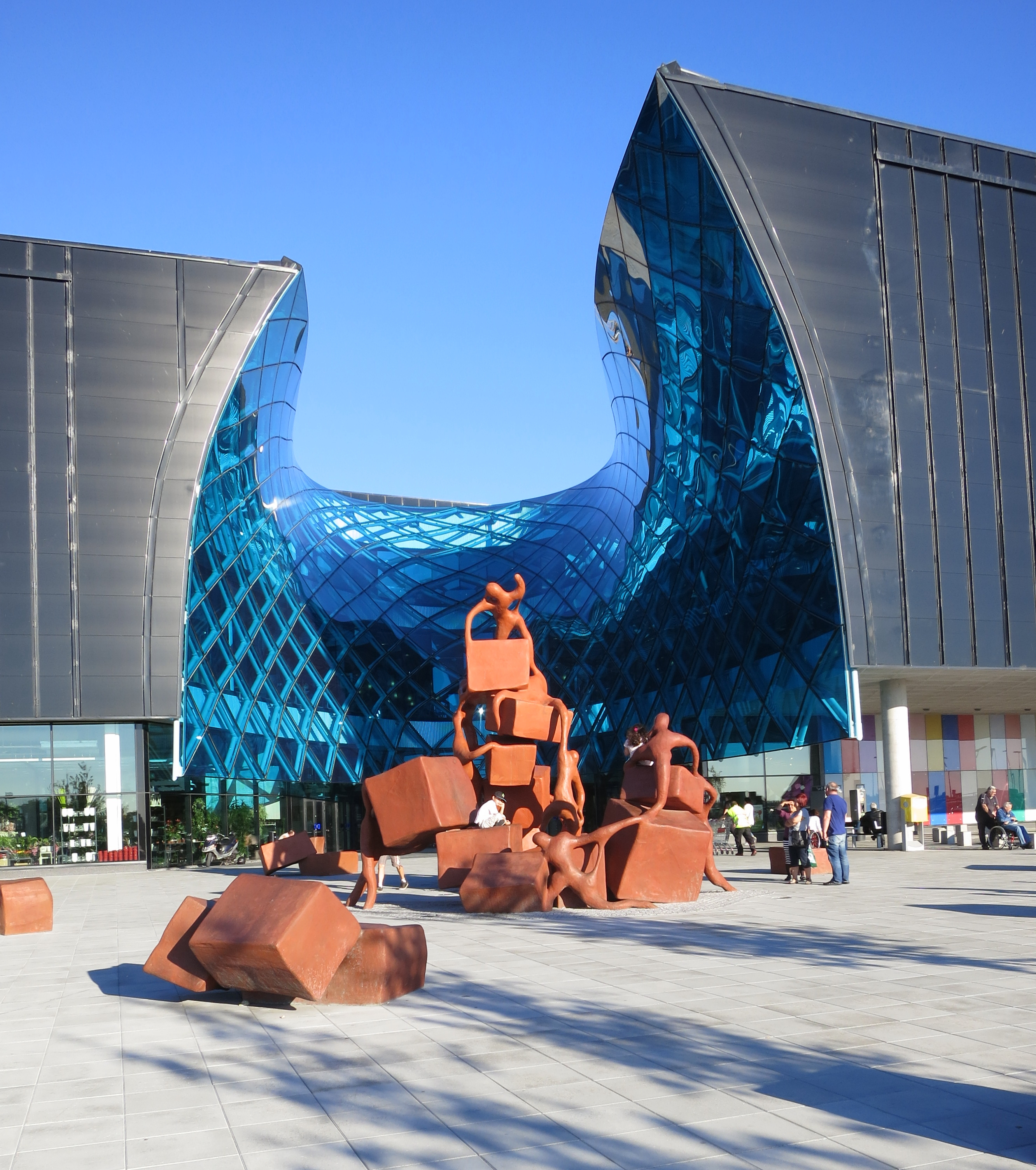
Entré

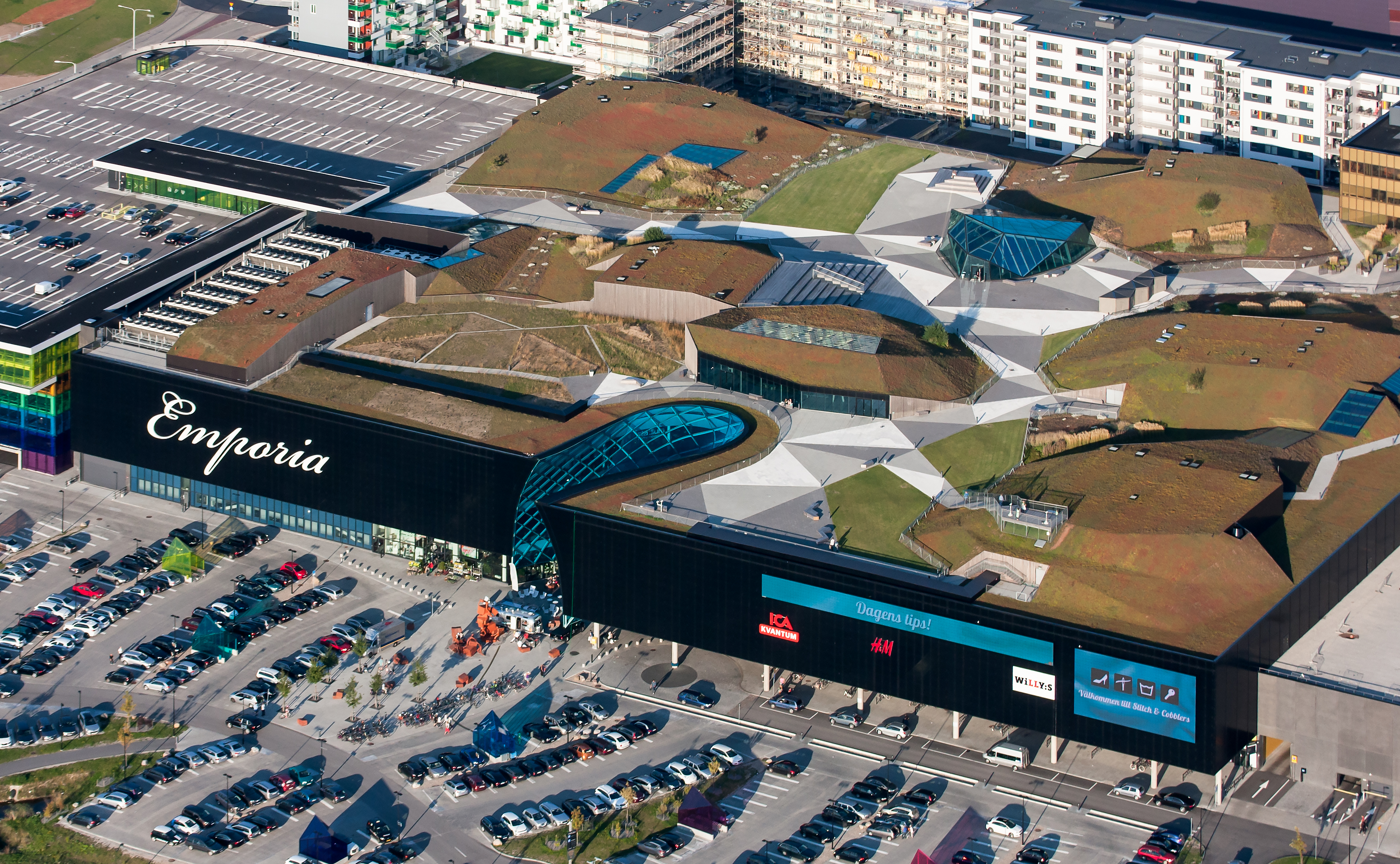
Emporia ovanifrån

Emporia är ett köpcentrum med cirka 180 butiker och restauranger som har byggts nära Malmö Arena och citytunnelstationen i Hyllievång i sydvästra delen av Malmö. Bygglov gavs i januari 2008, och den 25 oktober 2012 invigdes shoppingcentret. Shoppingcentret har en yta på cirka 93 000 m², fördelat på tre shoppingplan och en öppen takpark med sittplatser, kikare, och trädgård, på cirka 27 000 m². Bygget beräknas ha kostat cirka två miljarder kronor (inklusive parkeringsplatser, bostäder och kontor på tomten).
Formgivningen av byggnaden står Wingårdh Arkitektkontor, genom Gert Wingårdh, för att 2007 hölls en arkitekttävling till vilken man bidrog med förslaget som sedan valdes. 
Byggnaden har försetts med ljuddesign och ljudlandskap av Radja Sound Design Agency.
Emporia vann priset för bästa köpcentrum vid arkitekturfestivalen World Architecture Festival 2013.

## Skjutningen 2022
Den 19 augusti 2022 sköts två personer; en man avled och en kvinna skadades allvarligt inne i köpcentret.
Kort efter händelsen greps den 15-åring som utfört skjutningen och som senare dömdes till sluten ungdomsvård i 4 år. 
I oktober 2023 blev en man dömd till livstidsfängelse för anstiftande av mord men domen ändrades i november 2024 till 15,5 år för bland annat medhjälp till mord. I rättegången 2023 blev en tredje person frikänd men även den domen ändrades i november 2024 till medhjälp till mord med straffet 10 år i fängelse och därefter utvisning. 

## Bildgalleri

### Byggnad och interiör

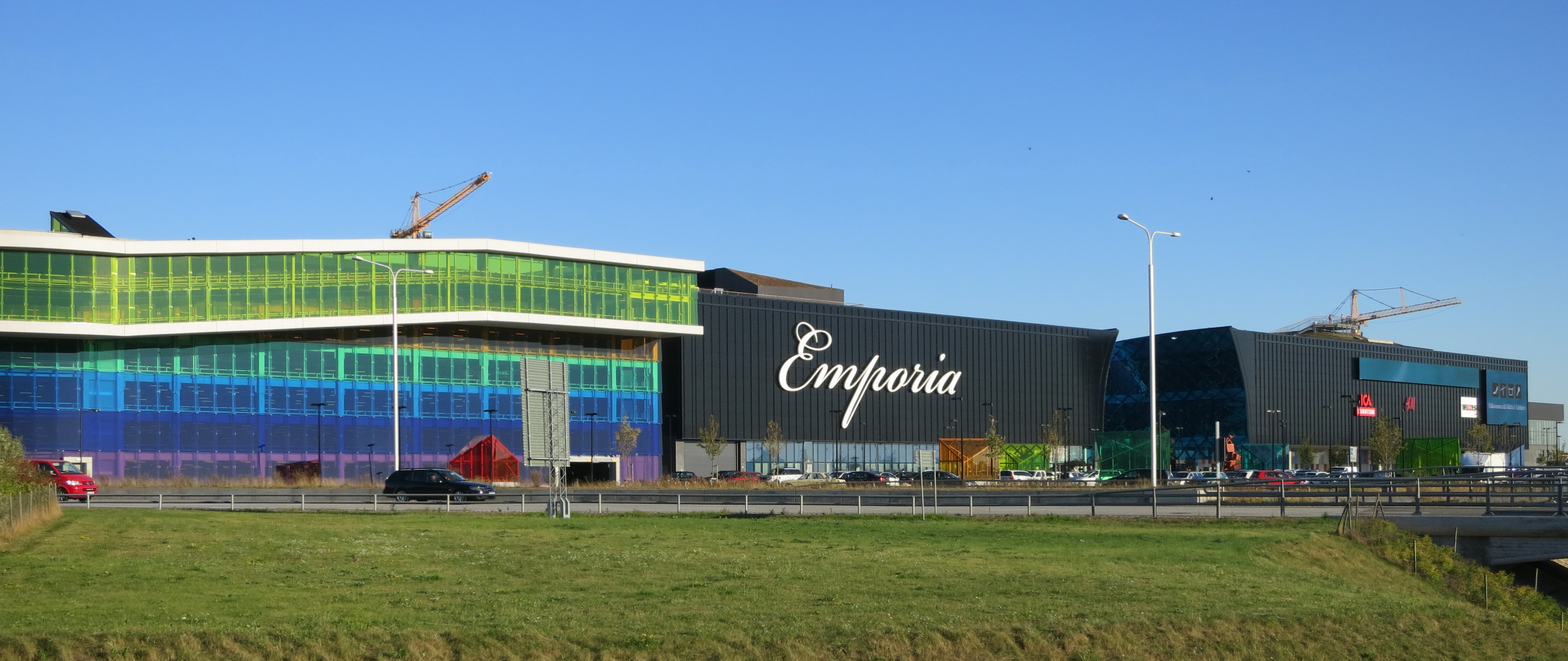
Emporia från norr.
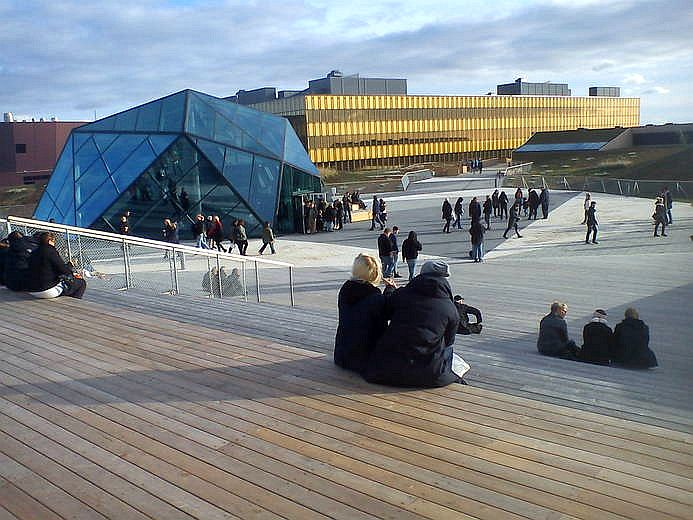
Takparken.
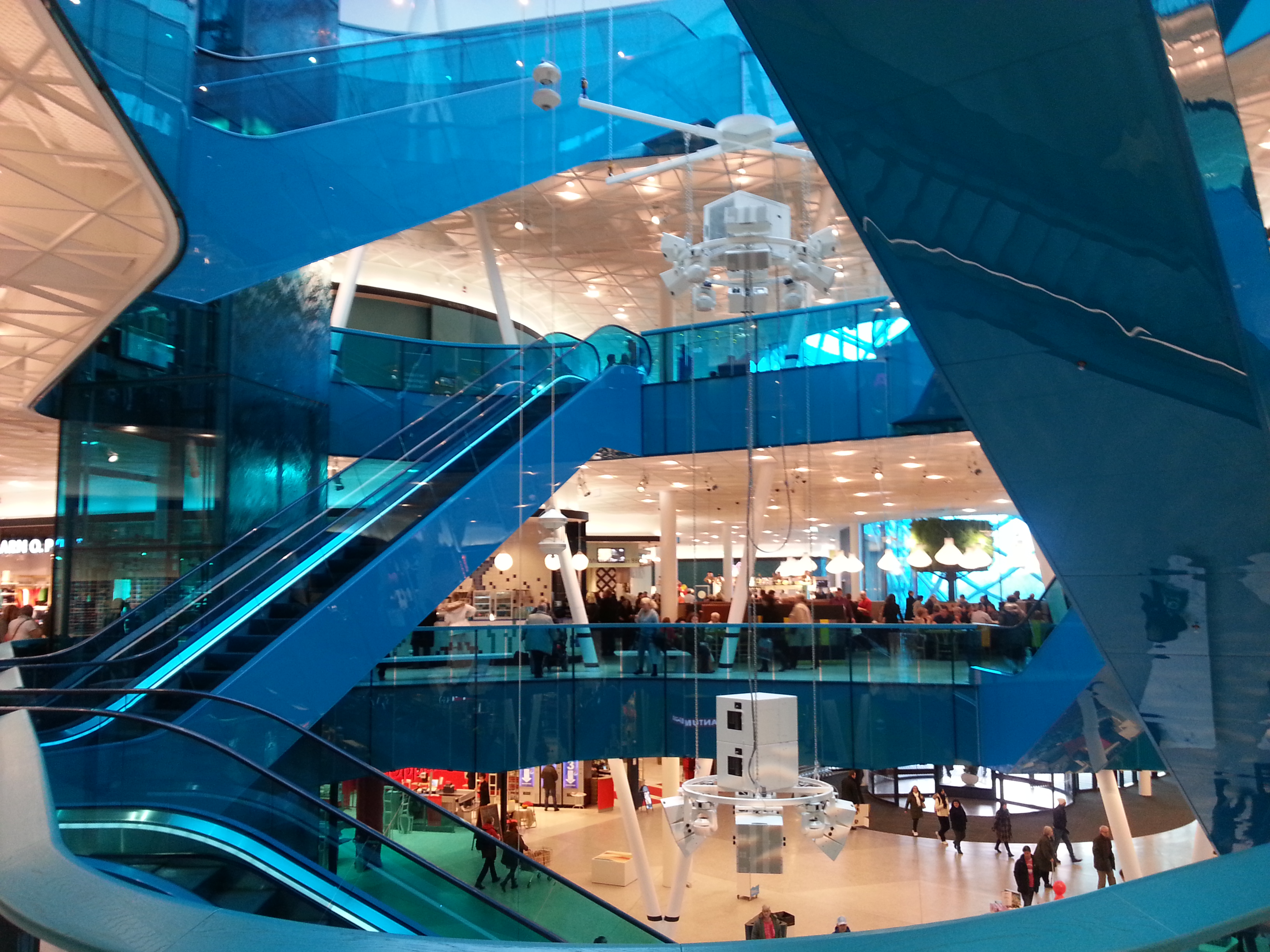
Havstorget, Emporia.

### Under uppförande

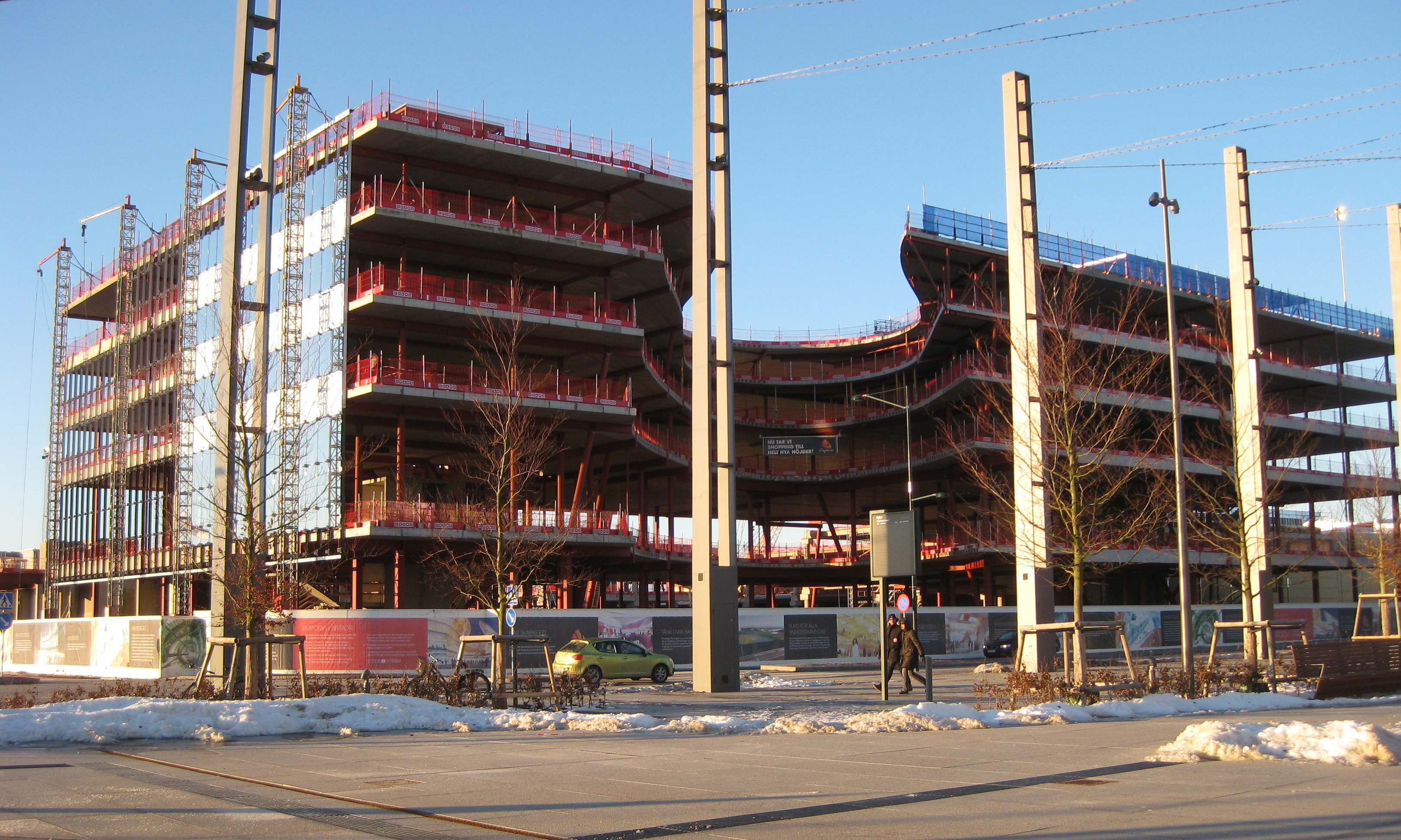
12 december 2010.
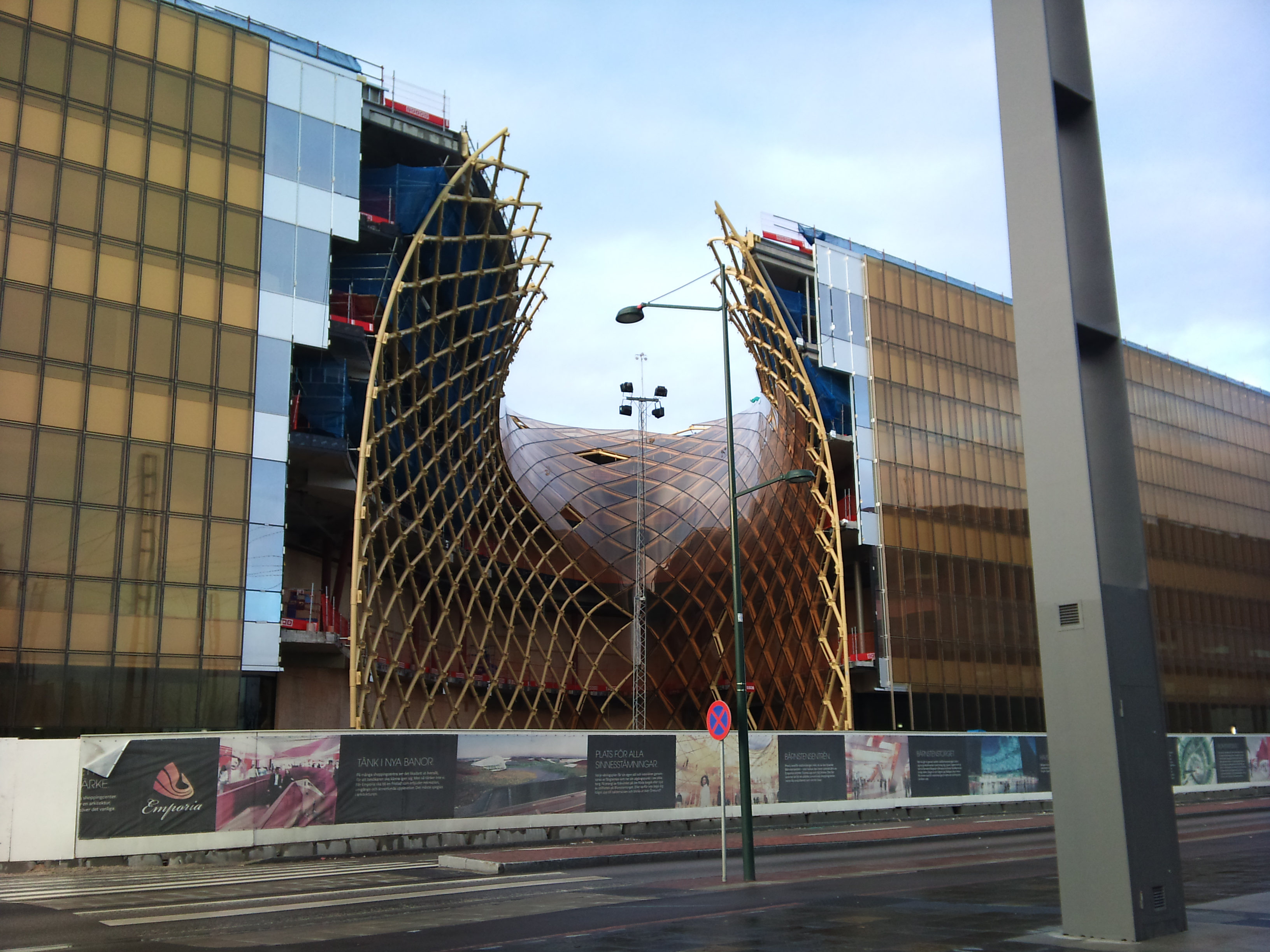
27 december 2011.
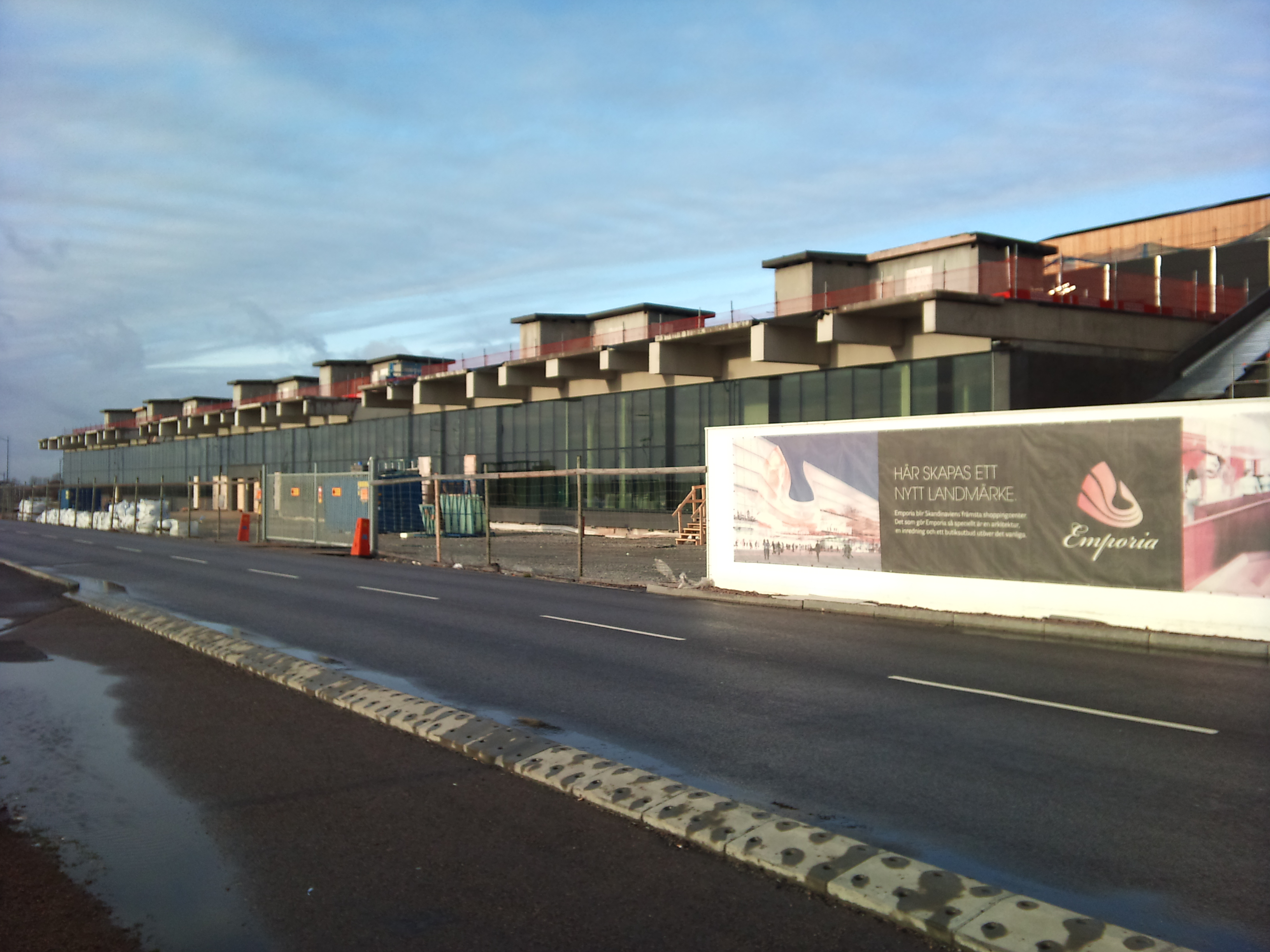
27 december 2011.
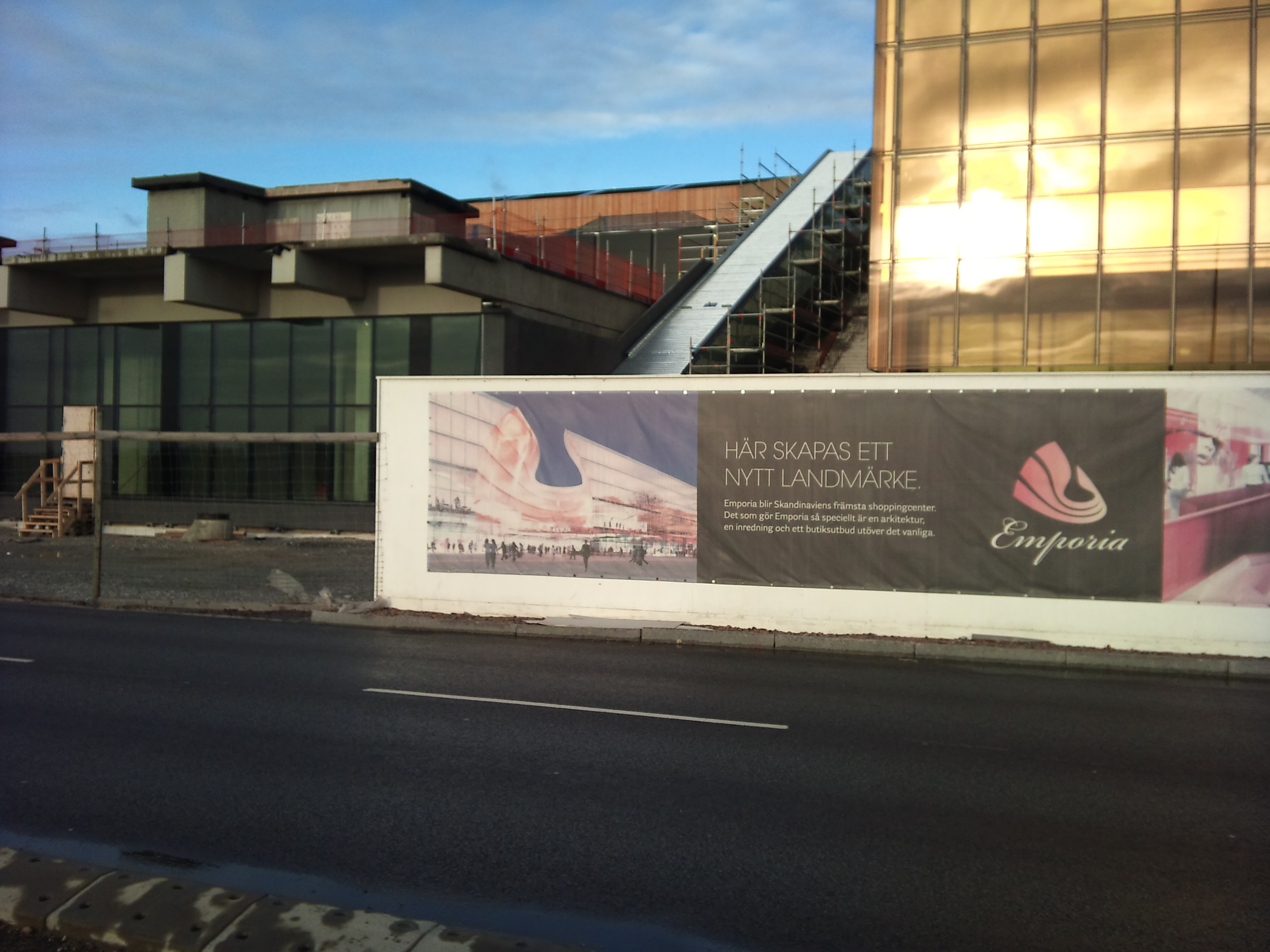
Skylt. 27 december 2011.
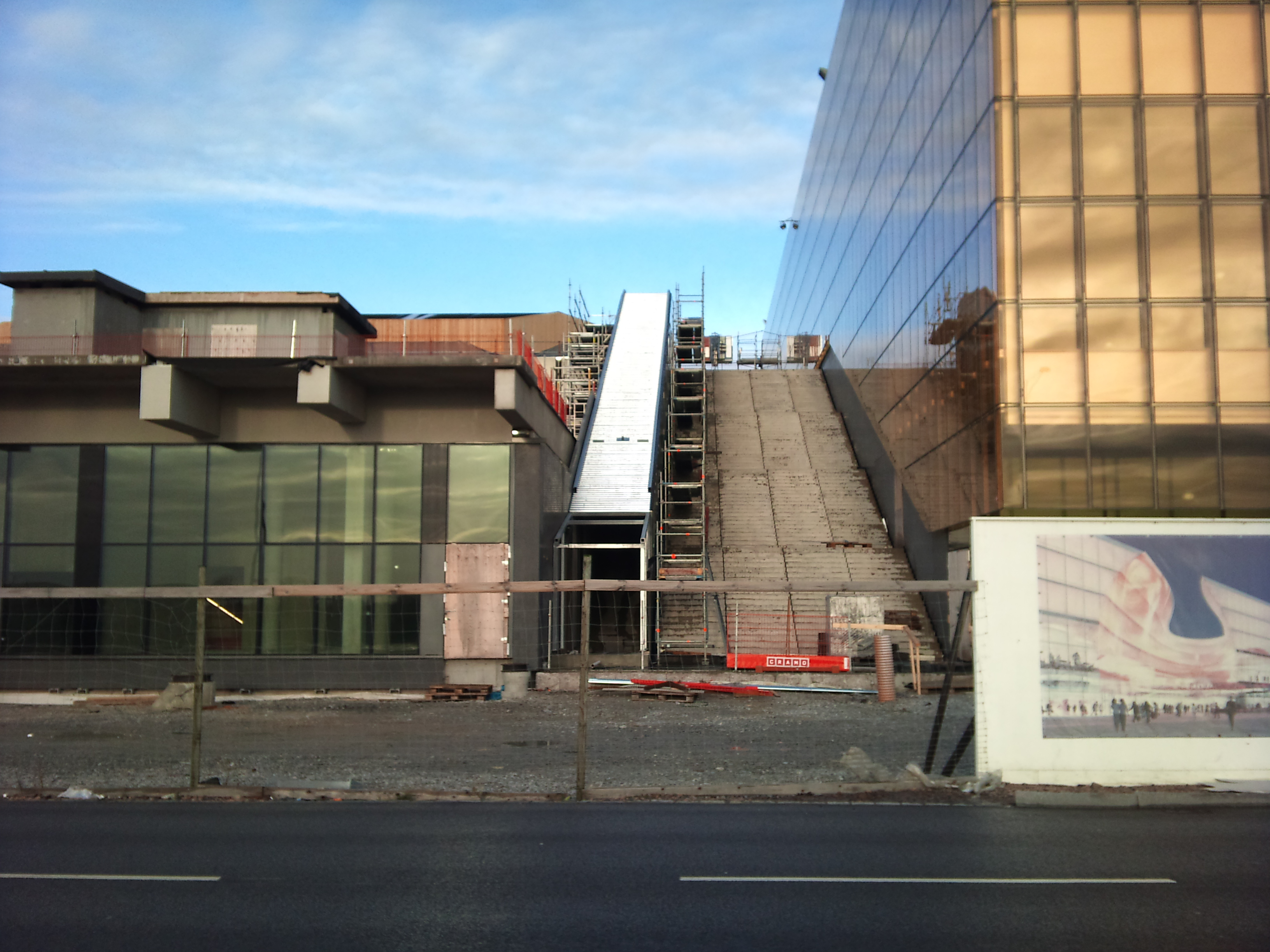
27 december 2011.